# Mary Barraová
Mary Teresa Barraová (rozená Makelaová; * 24. prosince 1961) je předsedkyní a výkonnou ředitelkou společnosti General Motors.

## Mládí
Barraová se narodila v Royal Oak v Michiganu. Oba její rodiče jsou finského původu. Absolvovala Waterford Mott High School. V automobilovém průmyslu začala pracovat v 18 letech jako kontrolorka blatníků a kapot, aby si vydělala na školné.

## Vzdělání
Barraová absolvovala General Motors Institute (nynější Kettering University), kde získala bakalářský titul z elektrotechniky. Poté na postgraduální stipendium od General Motors absolvovala Stanfordovu univerzitu, kde v roce 1990 získala titul MBA.

## Kariéra
Barraová začala pro General Motors pracovat v roce 1980 v 18 letech jako spolupracující studentka a později zastávala různé inženýrské a administrativní pozice včetně vedení továrny Detroit/Hamtramck Assembly.
V lednu 2008 se stala viceprezidentkou pro globální strojírenství a v červenci 2009 se stala viceprezidentkou pro globální lidské zdroje. V lednu 2011 byla jmenována výkonnou viceprezidentkou globálního vývoje produktů. V srpnu 2011 byla tato pozice rozšířena o zodpovědnost za globální nákupní a dodavatelský řetězec.
V lednu 2014 se stala výkonnou ředitelkou General Motors.